# Cadence harmonique
Ne doit pas être confondu avec Cadence de soliste ou Cadence (scansion).
Pour les articles homonymes, voir Cadence.
En musique, l'un des sens du mot cadence est une formule mélodique et harmonique qui ponctue une phrase musicale, une section ou un morceau musical entier. En harmonie tonale, une cadence harmonique est une progression harmonique destinée à marquer la fin d'une pièce ou, plus généralement, d'une phrase musicale, par son caractère conclusif ou suspensif : exemple d'enchaînement conclusif (accord de dominante vers un accord de tonique) et exemple d'enchaînement suspensif (accord préparatoire vers un accord de dominante).
Dans ce sens précis, les cadences sont comparables aux divers signes de ponctuation de la littérature. On peut dire également que les cadences constituent la « respiration » du discours musical. Marcel Bitsch, dans son précis d'harmonie tonale, retient cinq types de cadences qui se caractérisent par leur structure harmonique, par leur usage et par l'effet qu'elles produisent. Toutes les cadences ont en commun de structurer et de ponctuer le discours musical. Ces cadences sont la cadence parfaite, la cadence imparfaite, la cadence rompue, la demi-cadence et la cadence plagale. D'autres types de cadences peuvent être ajoutées à cette classification. Ce sont des variantes, comme la cadence italienne, ou des cadences fortement connotées d'un compositeur comme la cadence Fauré.

## Cadence parfaite
En harmonie tonale, la cadence parfaite est une cadence consistant en un enchaînement des degrés V et I, tous deux dans leur état fondamental (c'est-à-dire que la fondamentale de l'accord est à la partie basse dans les deux cas) et sur les temps forts. Pierre angulaire de la musique tonale, la cadence parfaite est habituellement comparée au point de la phrase à cause de son fort caractère conclusif. C'est le type de cadence qui se trouve généralement à la fin d'un morceau ou d’une section importante. Elle donne une impression de repos complet. Dans les fins de partie ou de morceau, la tonique est disposée à la partie supérieure.
Dans une cadence parfaite, la sensible monte toujours à la tonique, sauf dans le seul cas où on entend la tonique à la voix juste au-dessus (par exemple, dans <sol si ré> le <si> peut descendre au <sol> si on entend le <do> venant du <ré> juste au-dessus).
La cadence parfaite est habituellement précédée de l'accord de IVe degré (ou de son premier renversement) ou de IIe degré (ou de son premier renversement). Il peut aussi être précédé par un accord de VIe degré ou, plus rarement, de IIIe degré. Le Ier degré est possible, mais maladroit. Parfois, l'accord de quarte et sixte de cadence vient s'intercaler entre le premier accord et l'accord de dominante. Il joue alors un rôle d'appogiature double. Ce type de cadence parfaite « amplifiée » est appelé cadence italienne ou « cadence complète ». Le côté conclusif de la cadence parfaite doit être relativisé ; il n'est qu'à constater les six cadences parfaites enchaînées du finale de la Ve symphonie de Beethoven, suivies de vingt neuf mesures de tonique. Si la cadence parfaite était définitivement conclusive, Beethoven n'aurait eu besoin que d'une seule. En mineur (forme mélodique descendante), il peut arriver que la sensible de la cadence parfaite soit remplacée par une sous-tonique : on parle alors de cadence modale.

### Exemple
Dans le Canon de Pachelbel, les trois quartes descendantes (ré - la, si - fa#, sol - ré), suivies de la seconde ascendante (sol - la), forment une cellule dont la consécution avec le cinquième degré en fin (la, dominante), suivi du premier degré au début (ré, tonique), entraîne une cadence parfaite à chaque répétition.

### Cadence italienne
En harmonie tonale, la cadence italienne — ou cadence complète — est une variante de la cadence parfaite consistant en un enchaînement des degrés IV, V et I. La cadence italienne peut être considérée comme une cadence parfaite amplifiée. L'accord de sous-dominante peut être remplacé par le IIe degré, sous-dominante secondaire, le VIe degré ou bien par des accords faisant intervenir des altérations accidentelles, par exemple une dominante secondaire (V de V) ou bien une sixte napolitaine, comme dans le troisième exemple. Cet accord est appelé accord préparatoire.
Entre le premier accord et l'accord de dominante, l'accord de quarte et sixte de cadence est fréquemment intercalé.

## Cadence imparfaite
En harmonie tonale, la cadence imparfaite est une cadence consistant en un enchaînement des degrés V et I, l'un des deux accords au moins, étant à l'état de renversement — le plus souvent, c'est le Ier degré qui est un accord de sixte. La cadence imparfaite peut se rencontrer n'importe où. On la compare au point-virgule de la phrase. Elle donne une impression de repos plus passager et son caractère conclusif est moindre que celui de la cadence parfaite.

## Cadence rompue
En harmonie tonale, la cadence rompue — appelée cadence évitée quand elle amène une modulation — est une cadence consistant en un enchaînement entre le Ve degré et un degré autre que le Ier, auquel on s'attend — en référence à la cadence parfaite ou à la cadence imparfaite. Ce degré peut être un autre accord de la tonalité — le VIe, très souvent — : la cadence rompue, dans ce cas, relance la phrase musicale, parfois pour un court instant avant de conclure par une cadence parfaite — voir dans l'exemple ci-dessous la différence d'effet entre la cadence parfaite à gauche, et la cadence rompue à droite.
Ce degré peut être également un accord étranger à la tonalité : dans ce cas, l'effet de surprise est plus accusé, et cette cadence est alors en mesure d'introduire une modulation. L'accord de dominante est généralement précédé d'un accord de IVe ou IIe degré, à l'état fondamental ou premier renversement, parfois d'un VIe degré, voire d'un Ier degré, quelquefois d'un IIIe degré. Selon le Guide de la théorie de la musique de Claude Abromont et Eugène De Montalembert : « Pour certains auteurs ces deux termes sont synonymes. Mais pour d'autres, la différence se trouve dans le caractère « modulant » de la cadence évitée (…) ».

## Demi-cadence
En harmonie tonale, la demi-cadence — ou cadence à la dominante — est une cadence consistant en un enchaînement produisant le Ve degré — à l'état fondamental — le plus souvent. On la compare à la « virgule » de la phrase.
La demi-cadence donne une impression de simple respiration, de suspension en l'attente d'autre chose, le repos sur la dominante étant par essence instable. Le premier accord — celui produisant l'accord de dominante — est appelé accord préparatoire. L'accord de dominante est généralement précédé d'un accord de IVe ou IIe degré, à l'état fondamental ou premier renversement, parfois d'un VIe degré, voire d'un Ier degré.

### Cadence fauréenne
La cadence fauréenne est une demi-cadence particulière. Beaucoup utilisée par le compositeur Gabriel Fauré, elle se distingue par l'emploi d'un accord de septième construit sur le IV (accord tout à fait acceptable en mineur avec la possibilité du mineur mélodique : 6e degré de la gamme haussé). Généralement rencontré au deuxième renversement (+6), il aboutit sur l'accord de dominante sur V.
Exemple fréquent : I(6) - IV(+6) - V

## Cadence plagale
En harmonie tonale, la cadence plagale est une cadence, consistant généralement en un enchaînement des degrés IV et I à l'état fondamental. Si la cadence plagale est comme une cadence parfaite dont on aurait remplacé l'accord de Ve degré par l'accord de IVe degré, elle ne joue pas le même rôle. Son rôle est de renforcer le caractère final apporté par une cadence parfaite. On peut la comparer à un « point final », car elle succède le plus souvent à l'ultime cadence parfaite d'un morceau.
La cadence plagale peut être considérée comme un accord préparatoire produisant directement le Ier degré, sans passer par le Ve. On pourra donc remplacer le IVe degré de la cadence plagale par n'importe quel bon degré préparatoire autre que le Ier : IIe degré, VIe degré, sixte napolitaine… La cadence plagale succède fréquemment un VI à l'état fondamental ou un I à l'état fondamental ou sixte. Il est précédé couramment par une cadence parfaite ou rompue, ce qui accroît son caractère conclusif.

### Emploi
Ce type de cadence se rencontre traditionnellement dans la musique religieuse et donne un caractère assez solennel à une conclusion, comme sur un « Amen ». On la trouve notamment chez Brahms, par exemple à la fin de la 1re symphonie, en majeur, et à la fin du 1er mouvement de la 4e symphonie, en mineur. Elle est une survivance de la musique modale.

### Origine
Quatre des huit modes ecclésiastiques (modes grégoriens) sont nommés « plagaux », par opposition aux modes « authentes ». Pour deux de ces modes « plagaux », la dominante est sur le IVe degré, et pour les deux autres sur le IIIe degré. La récitation se faisant sur la dominante, et la conclusion sur la finale (tonique), le plaint-chant utilise les cadences IV-I ou III-I. Le IIIe degré n'étant pas considéré comme un bon degré en musique tonale, seul l'enchainement IV-I est qualifié de « plagal » aujourd'hui.